# كاراجا داغ
«كاراجا داغ» (بالتركية: Karacadağ)‏ (باللغة التركية العثمانية: قره جه طاغ)، جبل يقع في تركيا، جنوب غرب محافظة أنقرة بين مديرية «هايمانا» (بالتركية: Haymana)‏ التابعة لأنقرة ومديرية «كولو» (بالتركية: Kulu)‏ التابعة لمحافظة قونية. يبلغ ارتفاع جبل «كاراجا داغ» 1738 متراً.

## التسمية
كلمة «كارا» معناها: اللون «الأسود».

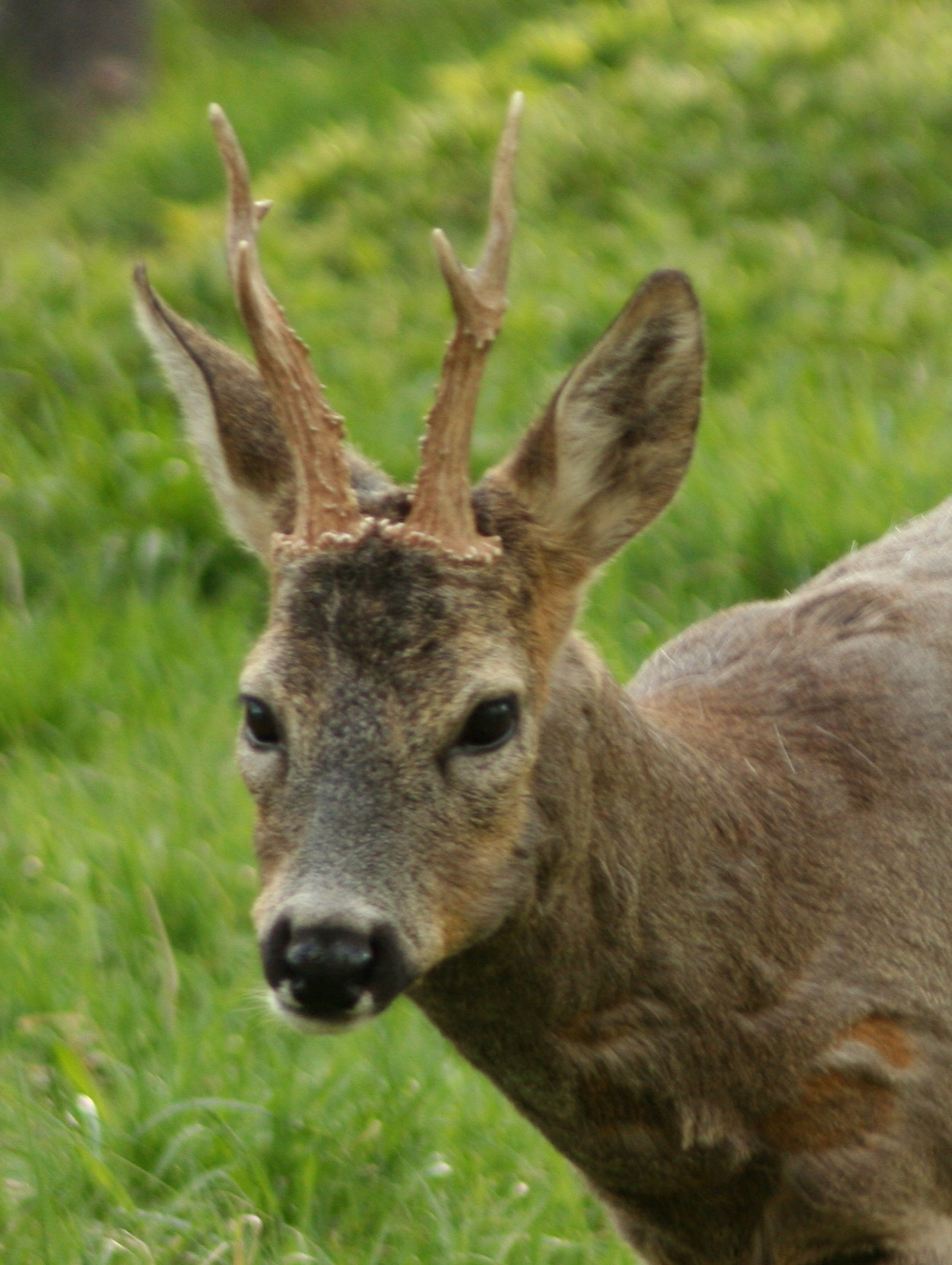
ذكر اليحمور.

و«كاراجا» معناها: «مائل الي السواد» أو «وعل، تيس الجبل، ظبي».
و«داغ» معناها: جبل.
فيكون معنى «كاراجا داغ» يحتمل أن يكون:
1. الجبل الأسمر / الجبل المائل إلى السواد.
2. أو: جبل الوعل / جبل الظبي / جبل اليحمور.

## في التاريخ
سلّم السلطان علاء الدين إلى أرطغرل منطقة عند جبل قره جه طاغ (بالتركية:  Karacadağ) عام 1230م، حيث استقر فيها أرطغرل مع قبيلته «قايى» حول إنغوري (بالتركية: Engüri) والتي أصبحت الآن: أنقرة.[19]
بعد مضي فترة من الزمن في سفوح جبل قره جه طاغ (بالتركية: Karacadağ) في شرق الأناضول، أرسل أرطغرل ابنه صاووجي بك (بالتركية: Savcı Bey) إلى السلطان علاء الدين كيقباد لطلب الاستقرار في منطقة جديدة. [19]

## الروابط الخارجية
- مواقع صور من الفضاء الخارجي «لكاراجا داغ»، أنقرة: جوجل ، ياهو ، مايكروسوفت